# Buddy haut den Lukas
Buddy haut den Lukas (Originaltitel: Chissà perché… capitano tutte a me) ist eine italienische Action-Komödie von Michele Lupo aus dem Jahr 1980 mit Bud Spencer in der Hauptrolle. Es ist die Fortsetzung von Der Große mit seinem außerirdischen Kleinen.

## Handlung
Nachdem der Alien-Junge H7-25 auf der Erde geblieben ist, hat Sheriff Craft seinen Job an den Nagel gehängt und tourt auf der Flucht vor dem Militär mit seinem nun „Charlie“ getauften Adoptivsohn durch die Lande. Dabei gelangen beide in das Südstaaten-Städtchen Monroe. Hier blühen Verbrechen und Gewalt, seit der Ort keinen Sheriff mehr hat. Nach anfänglichen Zweifeln lässt sich Craft schließlich von Charlie überzeugen und nimmt den Job an. Mit schlagkräftigen Argumenten kann er den marodierenden Unholden beikommen und gewinnt so die Unterstützung der Bevölkerung sowie von Tausendsassa Howard, der in Monroe als Bürgermeister, Radio-DJ, Richter, Wäschereibesitzer und Feuerwehrmann aktiv ist.
Nebenbei ist Craft aber auch mit H7-25 überfordert, da dieser ständig dabei ist, seine wahre Herkunft zu verplappern. Charlie zieht es zudem ständig auf ein ortsansässiges Militärgelände, da er hier Aliens einer Nachbargalaxie vermutet, welche Androiden bauen und die Menschheit mittels Gehirnmanipulation versklaven wollen. Craft tut die Verdächtigungen Charlies als kindliche Fantasie ab, doch als der Junge dem Sheriff Beweise vorlegt, glaubt er ihm endlich. Als Craft die Behörden einschalten will, sind diese längst durch die Aliens manipuliert worden und lassen Craft einsperren. Craft kann zwar aus dem Gefängnis entkommen, aber nicht verhindern, dass die Aliens Charlie entführen.
Die feindlichen Außerirdischen mobilisieren daraufhin einen großen Polizeiapparat, dem sich Craft sowie die den Sheriff nun unterstützenden Stadtgangster daraufhin entgegenstellen. Es kommt zu einer großen Schlägerei auf dem Volksfest „Eldorado Days“. Die Aliens versuchen während der Prügelei Craft unter geistige Kontrolle zu bringen, was dem Anschein nach gelingt. Allerdings verhält sich der Sheriff dennoch anders als vorgesehen, da er nicht am Volksfest bleibt, sondern im Hauptquartier erscheint. Es stellt sich bald heraus, dass er die Gehirnwäsche nur gespielt hat. Es gelingt ihm schließlich, die Androidenarmee sowie den Anführer der Aliens auszuschalten, Charlie zu befreien und die Bedrohung abzuwenden.
Am Ende wird für Craft eine Parade gegeben, die allerdings vom anrückenden Militär unterbrochen wird, welches noch immer auf der Suche nach H7-25 und seiner Photonenkanone ist. Doch mit Hilfe von dieser können beide entkommen. Das Schlussbild zeigt Craft und Charlie, die auf einem Oldtimer durch das Weltall fliegen.

## Hintergrund
Buddy haut den Lukas, die Fortsetzung von Der Große mit seinem außerirdischen Kleinen, ist die dritte Zusammenarbeit von Regisseur Michele Lupo mit Bud Spencer. Der deutsche Filmtitel bezieht sich auf die Jahrmarktsattraktion Hau den Lukas. Die Szene, in der der Sheriff „auf den Lukas haut“ und so einen Gegner K. o. schlägt, wurde, etwas abgewandelt, in das Artwork des deutschen Kinoplakates aufgenommen. Einer der Drehorte ist Monroe im Walton County (Georgia): Während eines Kameraschwenks gegen Ende ist das Walton County Courthouse zu sehen. Bud Spencer schreibt im zweiten Teil seiner Autobiografie, dass die Szene, in der der Sheriff die Hauptstraße hinabgeht und sich ihm die Stadtgangster anschließen, eine Hommage an den Western Zwei rechnen ab von John Sturges ist. Der Vergnügungspark, in dem die Schlägerei mit der von den Aliens kontrollierten Polizei stattfindet, ist Six Flags Over Georgia.
Der Originaltitel lautet Chissà perché… capitano tutte a me.

### Bilder der Drehorte

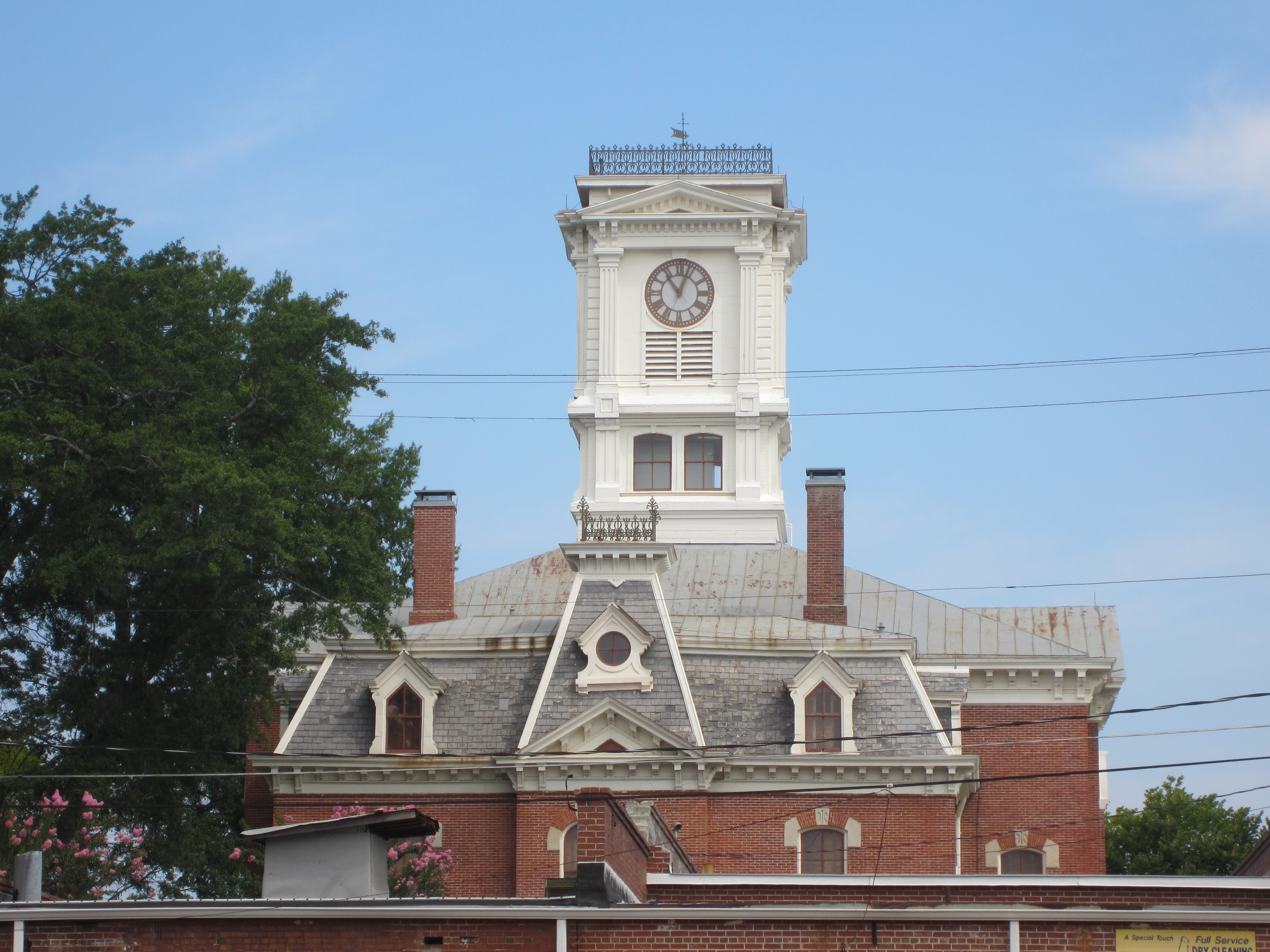
Walton County Courthouse in Monroe
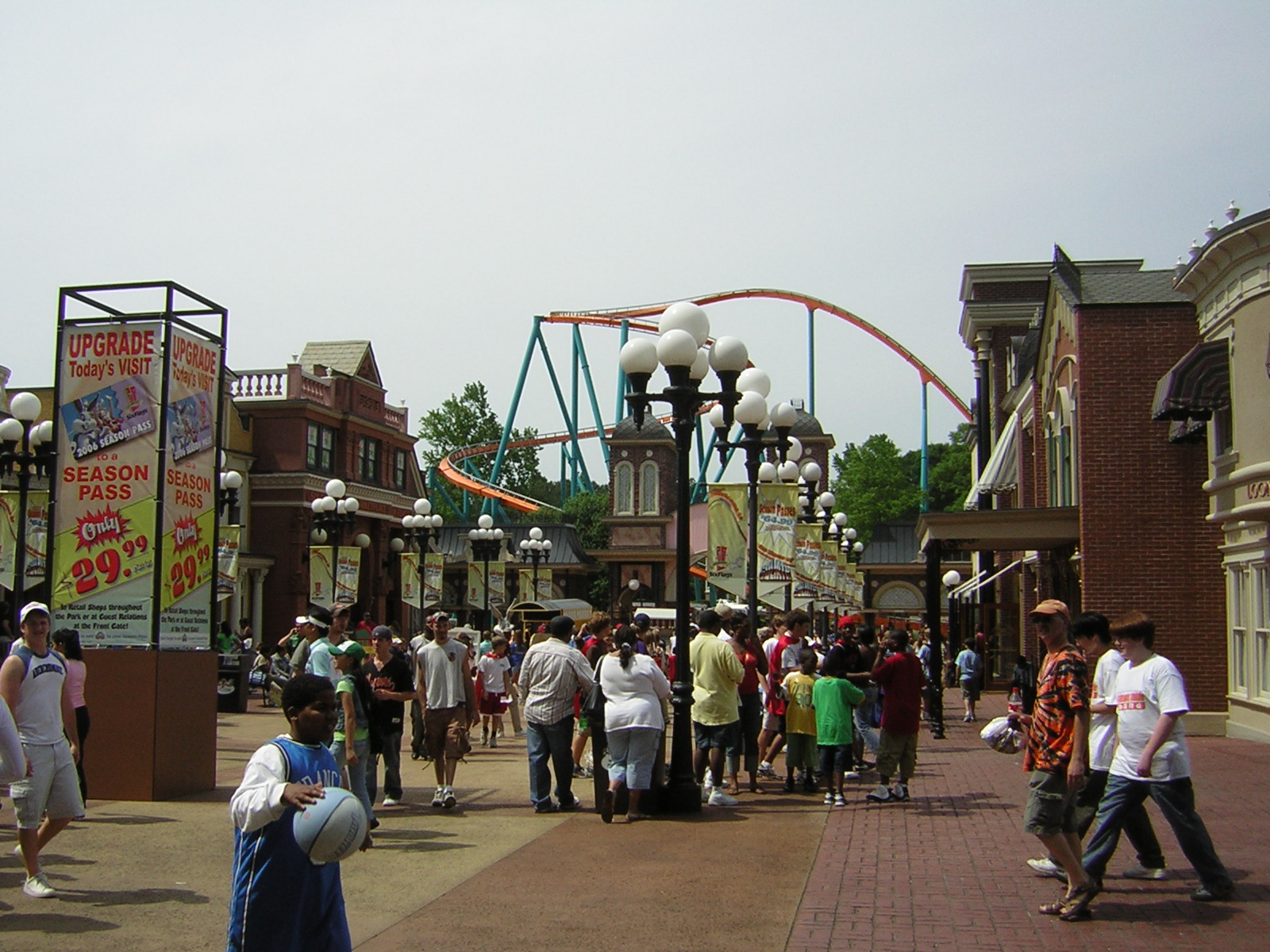
Six Flags Over Georgia

### Requisiten und Filmmusik
- In der Teasersequenz werden die Militärs durch ein Raumschiff von H7-25s Vater abgelenkt, wonach Craft und Charlie unbehelligt abreisen können. Die Aufnahmen des Flugobjektes selbst stammen aus der britischen Science-Fiction-Serie UFO.
- Das Weihnachtslied Silent night ist nur in der italienischen Schnittfassung enthalten.
- Der Titelsong Mr. Nothingoesright ist auch im Abspann zu hören. Dazwischen auch als Instrumentalversion (u. a. Schlägerei in der Wäscherei / im Vergnügungspark)[8]

### Schnittfassungen
Hinweis: Die Angaben zu den Fassungen beziehen sich, wenn nicht anders angegeben, auf die 2013 bei Universum Film erschienene DVD (Nr. 88765 42690 9).
In der deutschen Schnittfassung fehlen etwa 16 Minuten, unter anderem eine längere Szene, in der Charlie bei einer öffentlichen Weihnachtsfeier gemeinsam mit anderen Kindern singt. Craft tritt anschließend als Weihnachtsmann auf und wird von Charlie, der kein Geschenk bekommt, demaskiert. Der Sheriff verkleidet sich später als Barmann, um Schutzgelderpresser zu ertappen. Hier fehlt in der deutschen Version die Szene, in der Charlie in der Bar auftaucht, wiederum die Verkleidung des Sheriffs aufdeckt und ihn vergeblich von der Anwesenheit feindlicher Außerirdischer zu überzeugen versucht. Die bei der Universum-DVD von 2013 über die italienische Schnittfassung gelegte deutsche Synchronisation verursacht später einen Widerspruch: Der Sheriff ruft bei Howard an und bittet ihn nachzusehen, ob Charlie zu Hause im Bett liegt. Howard antwortet, dass der Junge bei ihm sei. Zitat: Und dann ist er noch ein bisschen spazieren gegangen und in den Bach gefallen. Er ist ein bisschen nass, ich bring' ihn nach Haus'. Nachdem der Sheriff die Schutzgelderpresser unschädlich gemacht hat, sucht er allerdings in einer längeren Szene zu den Klängen von L' Ultimo Valzer im Wald und findet den bewusstlosen Jungen. Die Szenen, in denen Charlie auf eigene Faust in das Hauptquartier der Aliens eindringt und auf der Flucht ins Wasser stürzt, sind in beiden Fassungen enthalten. In der deutschen Schnittfassung ist allerdings direkt nach der Prügelei mit den Schutzgelderpressern Charlie im Krankenbett zu sehen.
Die Szenen bei der Parade am Ende fallen in der italienischen Fassung etwas länger aus.

## Deutsche Synchronfassung
- Dialogbuch und Dialogregie: Rainer Brandt[15]

| Darsteller                     | Sprecher        | Rolle                                                           | Anmerkungen        |
| ------------------------------ | --------------- | --------------------------------------------------------------- | ------------------ |
| Bud Spencer                    | Martin Hirthe   | Sheriff Craft                                                   | engl. Sheriff Hall |
| Cary Guffey                    | Katrin Fröhlich | H7-25 (Charlie)                                                 |                    |
| Ferruccio Amendola             | Heinz Petruo    | Bill Howard                                                     |                    |
| Claudio Undari (Robert Hundar) | Gerd Holtenau   | Anführer der außerirdischen Invasoren                           |                    |
| Riccardo Pizzuti               | Karl Schulz     | Erster Holzfäller                                               |                    |
| Giancarlo Bastianoni           | Knut Reschke    | Einer der Dynamit-Brüder / Maskierter Hooligan / Außerirdischer |                    |

## Veröffentlichungen
- Am 11. Dezember 1980 war der deutsche Kinostart.
- Der Film erschien am 3. März 2005 bei Paramount auf DVD.
- Die 2013 bei Universum Film erschienene DVD enthält die gekürzte deutsche und die originale italienische Schnittfassung. Die Sprache in beiden Fassungen ist Deutsch, die zusätzlichen Szenen sind in Italienisch mit deutschen Untertiteln.[16]

## Kritiken
„Einfallslose Mischung aus Science-Fiction-Kino und Prügelklamauk in bekanntem Bud-Spencer-Stil.“